# A lyga 2010
La A lyga 2010 è stata la 21ª edizione della massima categoria del calcio lituano. Ebbe inizio il 20 marzo e si è conclusa il 14 novembre 2010. L'Ekranas era campione in carica e si confermò anche nel 2010 vincendo il suo 3º titolo consecutivo, il sesto in totale.

## Novità
Visto lo scarso numero di squadre nella stagione precedente (solo 8) la federazione decise di bloccare le retrocessioni ed accogliere la promozione di tre squadre: FK Klaipėda, FK Mažeikiai e lo Žalgiris Vilnius.
Si registra il cambio di nome dell'LKKA ir Teledema in FK Atletas Kaunas.

## Formula
Le 11 squadre partecipanti si sfidano in tre tornate per un totale di 30 giornate.
La squadra campione di Lituania ha il diritto a partecipare alla UEFA Champions League 2011-2012, partendo dal secondo turno preliminare.
Le squadre classificate al secondo e terzo posto sono ammesse alla UEFA Europa League 2011-2012, partendo rispettivamente dal secondo e dal primo turno preliminare.
Mentre il campionato viene disputato nell'arco dell'intero anno solare (2010), la Coppa Nazionale si dipana fra 2010 e 2011. Il vincitore della Coppa 2010-2011 è ammesso alla UEFA Europa League 2011-2012, partendo dal secondo turno preliminare.
Con il ritiro del Vetra fu retrocessa solo la squadra ultima classificata.

## Squadre partecipanti
| Atletas Kaunas |
| Banga Gargždai |
| Ekranas        |
| Klaipėda       |
| Kruoja         |
| Mažeikiai      |
| Sūduva         |
| Šiauliai       |
| Tauras         |
| Vėtra          |
| Žalgiris       |

## Classifica finale
|                     | Pos. | Squadra        | Pt | G  | V  | N  | P  | GF | GS | DR  |
| ------------------- | ---- | -------------- | -- | -- | -- | -- | -- | -- | -- | --- |
| Lituania (bandiera) | 1.   | Ekranas        | 63 | 27 | 20 | 3  | 4  | 64 | 19 | +45 |
|                     | 2.   | Sūduva         | 56 | 27 | 16 | 8  | 3  | 56 | 16 | +40 |
|                     | 3.   | Žalgiris       | 56 | 27 | 16 | 8  | 3  | 47 | 16 | +31 |
|                     | 4.   | Tauras         | 47 | 27 | 14 | 5  | 8  | 41 | 27 | +14 |
|                     | 5.   | Šiauliai       | 41 | 27 | 11 | 8  | 8  | 37 | 28 | +9  |
|                     | 6.   | Banga Gargždai | 39 | 27 | 10 | 9  | 8  | 34 | 30 | +4  |
|                     | 7.   | Kruoja         | 35 | 27 | 8  | 11 | 8  | 41 | 45 | -4  |
|                     | 8.   | Klaipėda       | 15 | 27 | 3  | 6  | 18 | 19 | 74 | -55 |
|                     | 9.   | Mažeikiai      | 12 | 27 | 2  | 6  | 19 | 17 | 59 | -42 |
|                     | 10.  | Atletas Kaunas | 0  | 27 | 0  | 6  | 21 | 14 | 56 | -42 |
|                     | 11.  | Vėtra          | 21 | 16 | 8  | 6  | 2  | 30 | 13 | +17 |

- Atletas 6 punti di penalità per irregolarità nel processo di ottenimento della licenza per la partecipazione al campionato.
- Vetra 6 punti di penalità per irregolarità nel processo di ottenimento della licenza per la partecipazione al campionato. Ulteriori 3 punti di penalità per debiti nei confronti dell'ex giocatore Almir Sulejmanovič. Dopo 16 incontri disputati, il Vetra fu espulso dal campionato e tutti i suoi risultati annullati per problemi finanziari.

### Verdetti
- Campione di Lituania:  Ekranas
- UEFA Champions League 2011-2012 2º turno preliminare:  Ekranas
- UEFA Europa League 2011-2012 2º turno preliminare:  Sūduva,  Tauras
- UEFA Europa League 2011-2012 1º turno preliminare:  Banga Gargždai
- Retrocesse:  Atletas Kaunas

## Statistiche

### Classifica marcatori
|  | Gol | Marcatore             | Squadra        |
|  | --- | --------------------- | -------------- |
|  | 16  | Povilas Lukšys        | Sūduva         |
|  | 15  | Vīts Rimkus           | Ekranas        |
|  | 12  | Dominykas Galkevičius | Ekranas        |
|  | 11  | Artūras Jeršovas      | Žalgiris       |
|  | 10  | Andrius Urbšys        | Ventspils      |
|  | 9   | Aurelijus Staponka    | Banga Gargždai |